# لعبة فيديو تجريبية

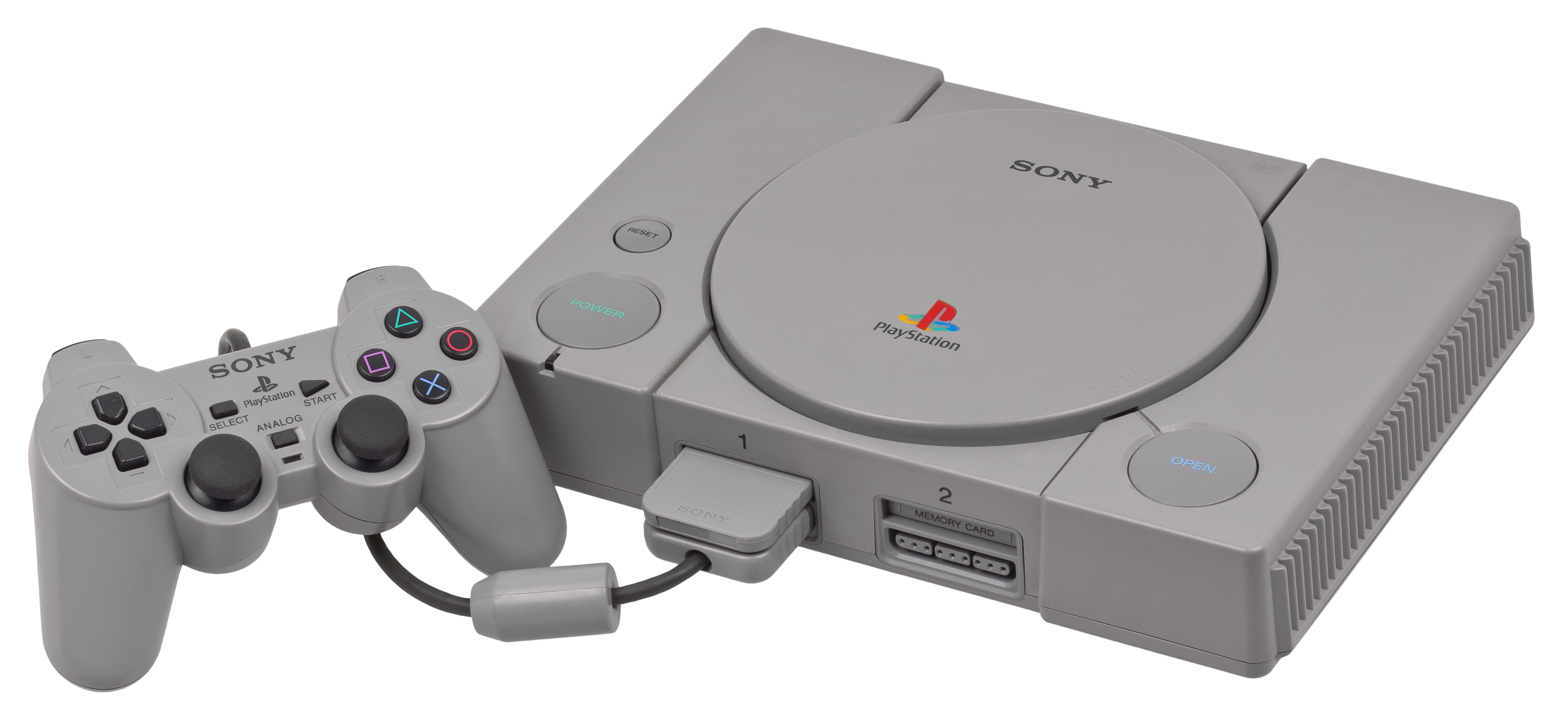

اللعبة التجريبية (بالإنجليزية:game demo) أو (بالإنجليزية:DEMO) ، هي لعبة تجريبية يلعب للشخص الواحد ، وذلك بغرض طلب الشخص لشراء النسخة الكاملة للعبة ، وهذه اللعبة التجريبية يسمح لك باللعب لمرحلة واحدة لتحقيق هدف مايطلبه البرنامج.

## أمثلة
- لعبة جران تورزمو الجزء الثاني للجهاز البلاي ستيشن 1 : لم تتمكن من حرية الاختيار للقوائم الرئيسية ، ولم تستطع باختيار قوائم أخرى إلا قائمة واحدة يجب الضغط من خلالها المسابقة الجماعية ، وبينما اختيار مجموعة من السيارات (المرخصة بين الشركات لصناعة السيارات ومنتجو جران توريزمو) ، فإنك ملزما لاختيار السيارة الواحدة ومن ثم تبدأ السباق .
- لعبة برو إفولوشن سوكر 2012 وهي تعمل لأنظمة البلاي ستيشن 3 والإكس بوكس 360 : ليس لديك خيارا إلا ناديان رياضيان فقط وملعب وحيد لم تستطع اختيار أي ملعب .

## وصلات خارجية
هذه إحدى نموذج اللعبة التجريبية ، وهي لعبة ريزدنت إيفل الجزء الخامس على يوتيوب